# 高辻出入口
高辻出入口（たかつじでいりぐち）は、入口は愛知県名古屋市瑞穂区堀田通に、出口は同市昭和区円上町にある、名古屋高速3号大高線のインターチェンジである。都心環状線方面出口、大高方面入口のハーフインターチェンジ。2022年4月まで運行されていた名古屋市営バスの高速1号系統はこのランプで高速道路に出入りしていた。

## 道路
- 名古屋高速3号大高線

## 接続する道路
- 名古屋市道堀田高岳線（空港線）

## 料金所

### 大高方面
- レーン数:2
  - ETC専用:1
  - 一般:1

## 周辺
- 高辻交差点
- 高辻公園
- シャンピアポート
- 日本特殊陶業
- 名古屋工業高等学校

## 利用台数
名古屋市統計年鑑による利用台数の推移
| 1991年（平成3年）度  | 1618452台 |  |
| 1992年（平成4年）度  | 1571695台 |  |
| 1993年（平成5年）度  | 1493841台 |  |
| 1994年（平成6年）度  | 1477354台 |  |
| 1995年（平成7年）度  | 1480817台 |  |
| 1996年（平成8年）度  | 1323421台 |  |
| 1997年（平成9年）度  | 1340008台 |  |
| 1998年（平成10年）度 | 1315905台 |  |
| 1999年（平成11年）度 | 1259484台 |  |
| 2000年（平成12年）度 | 1244984台 |  |
| 2001年（平成13年）度 | 1219872台 |  |
| 2002年（平成14年）度 | 1179525台 |  |
| 2003年（平成15年）度 | 1200906台 |  |
| 2004年（平成16年）度 | 1199483台 |  |
| 2005年（平成17年）度 | 1445256台 |  |
| 2006年（平成18年）度 | 1511100台 |  |
| 2007年（平成19年）度 | 1543016台 |  |
| 2008年（平成20年）度 | 1532540台 |  |
| 2009年（平成21年）度 | 1458992台 |  |
| 2010年（平成22年）度 | 1505482台 |  |
| 2011年（平成23年）度 | 1457595台 |  |
| 2012年（平成24年）度 | 1484968台 |  |
| 2013年（平成25年）度 | 1546886台 |  |

## 隣
名古屋高速3号大高線
鶴舞南JCT - (301,311)高辻出入口 - (302,312)堀田出入口 - (303,313)呼続出入口